# Бурбон-л’Аршамбо (кантон)
Бурбо́н-л’Аршамбо́ (фр. Bourbon-l'Archambault) — кантон во Франции, находится в регионе Овернь, департамент Алье. Входит в состав округа Мулен.
Код INSEE кантона — 0301. Всего в кантон Бурбон-л’Аршамбо входит 8 коммун, из них главной коммуной является Бурбон-л’Аршамбо.

## Коммуны кантона
| Коммуна              | Население, чел. (2006) | Почтовый индекс | Код INSEE |
| -------------------- | ---------------------- | --------------- | --------- |
| Бурбон-л’Аршамбо     | 2 617                  | 03160           | 03036     |
| Бюсьер-ле-Мин        | 1 089                  | 03440           | 03046     |
| Вьёр                 | 255                    | 03430           | 03312     |
| Игранд               | 756                    | 03160           | 03320     |
| Сен-Плезир           | 417                    | 03160           | 03251     |
| Сент-Илер            | 538                    | 03440           | 03238     |
| Сент-Обен-ле-Моньяль | 294                    | 03160           | 03218     |
| Франшес              | 453                    | 03160           | 03117     |

## Население
Население кантона на 2007 год составляло 6 384 человека.
| 1962  | 1968  | 1975  | 1982  | 1990  | 1999  | 2006  | 2007  | 2008 |
| ----- | ----- | ----- | ----- | ----- | ----- | ----- | ----- | ---- |
| 7 625 | 8 401 | 7 317 | 7 092 | 6 769 | 6 532 | 6 419 | 6 384 | —    |